# Permomesozoikum
Permomesozoikum ist eine zusammenfassende, informelle Bezeichnung für eine erdgeschichtliche Zeitspanne, die das Perm, d. h. die jüngste Periode des Paläozoikums, die Trias, d. h. die älteste Periode des Mesozoikums, und einen nicht näher umgrenzten anschließenden Zeitraum innerhalb des Mesozoikums umfasst sowie für die Gesteine, die in diesem Zeitraum gebildet wurden.
Das Permomesozoikum ist jene Zeitspanne, die zwischen den letzten Ereignissen der variszischen Gebirgsbildungsphase (i. e. S.) und den ersten kompressiven Ereignissen der alpidischen Gebirgsbildungsphase liegt. Sie ist gekennzeichnet durch extensive Tektonik und Molassesedimentation, die im Mesozoikum in „normale“ fluviatile Sedimentation und oft auch in flachmarine Sedimentation übergeht.
In deutschsprachiger Literatur findet sich die Bezeichnung vor allem im Zusammenhang mit der Geologie der Ostalpen und speziell der zentralen Ostalpen.